# Burg Stolzenberg
Die Burg Stolzenberg ist die Ruine einer Höhenburg auf dem gleichnamigen 277 m hohen „Stolzenberg“ am Südrand des Büdinger Waldes, nordöstlich von Bad Soden, einem Ortsteil von Bad Soden-Salmünster in Osthessen, Deutschland.

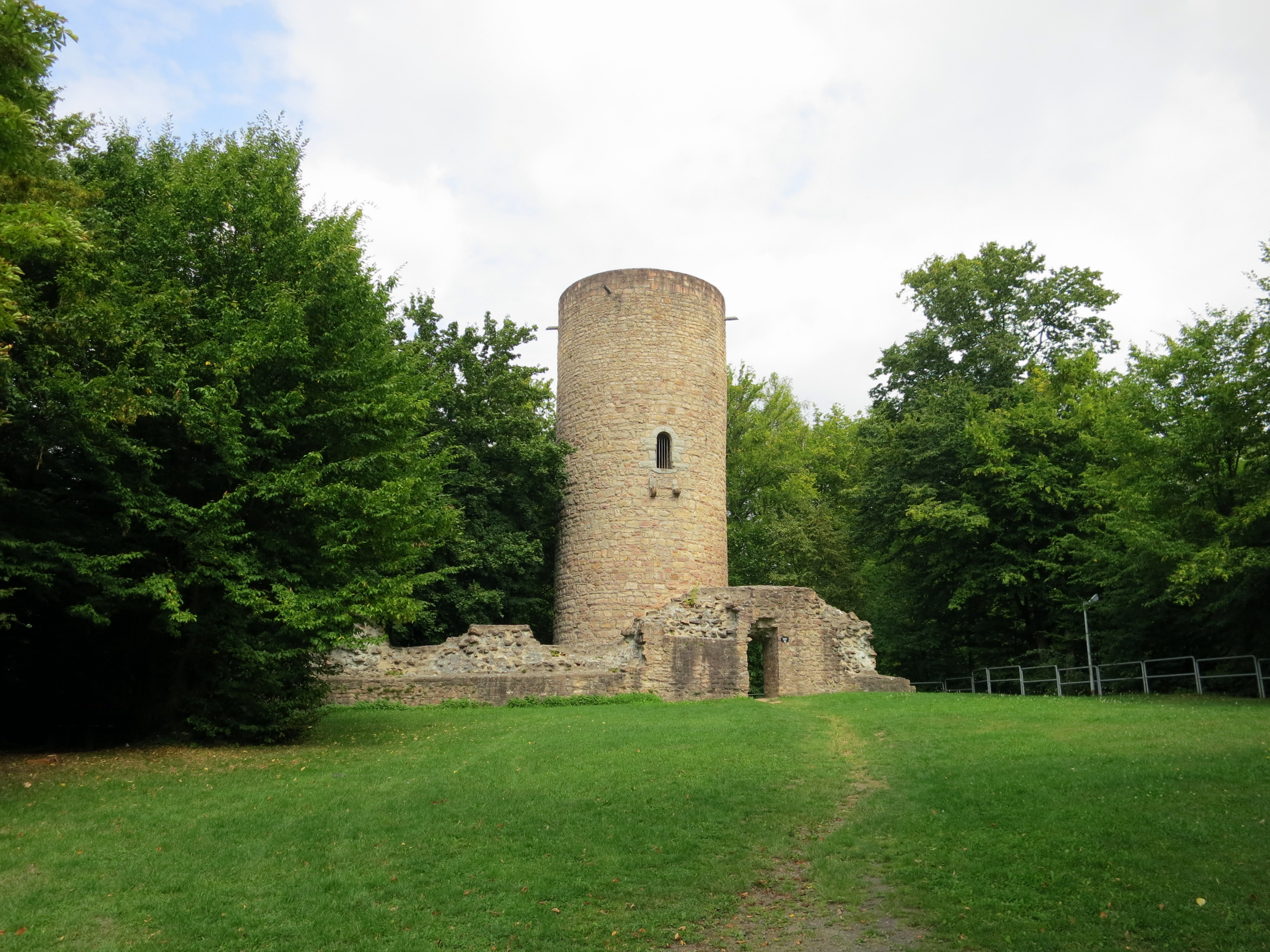
Burg Stolzenberg

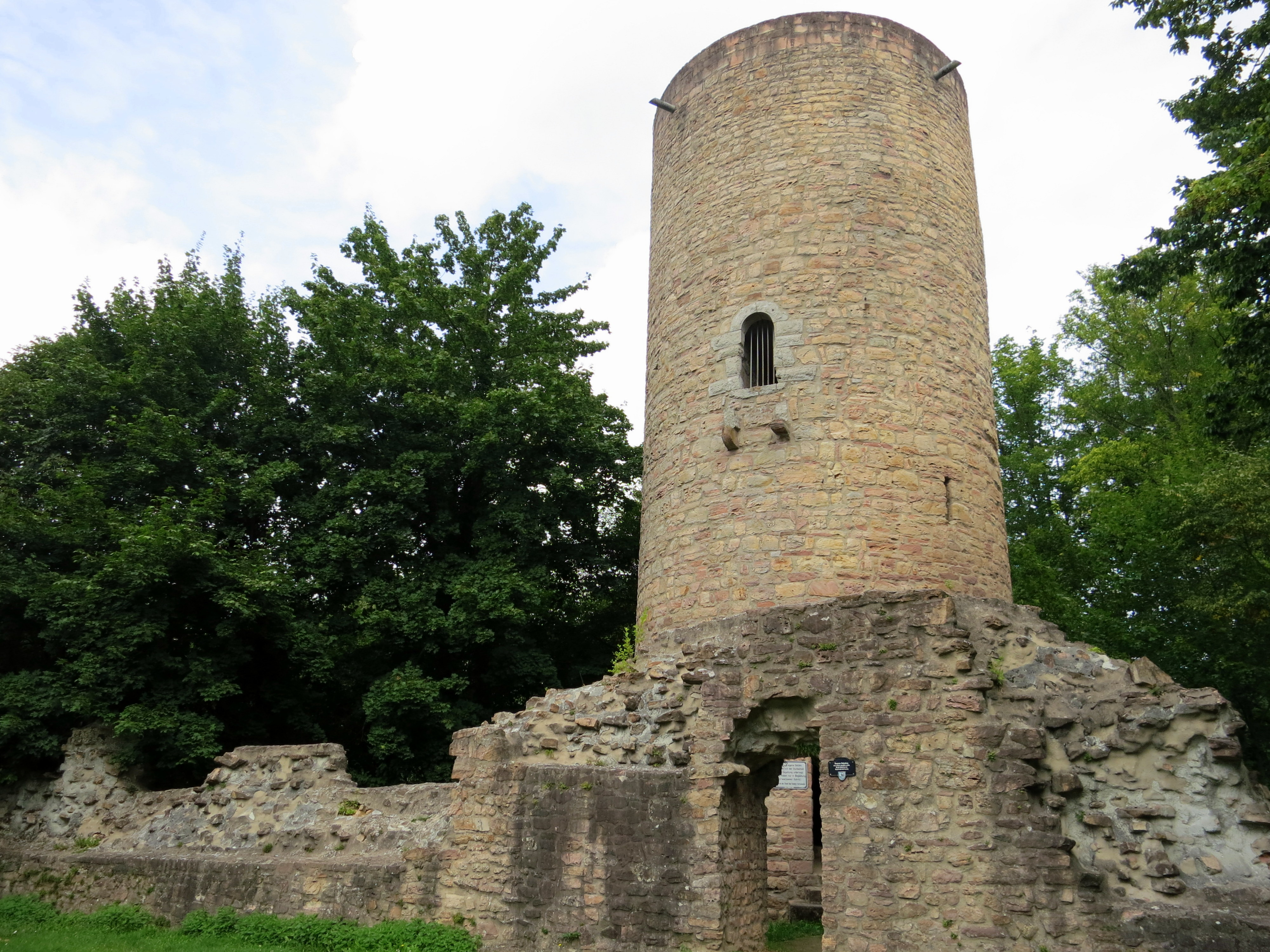
Burg Stolzenberg

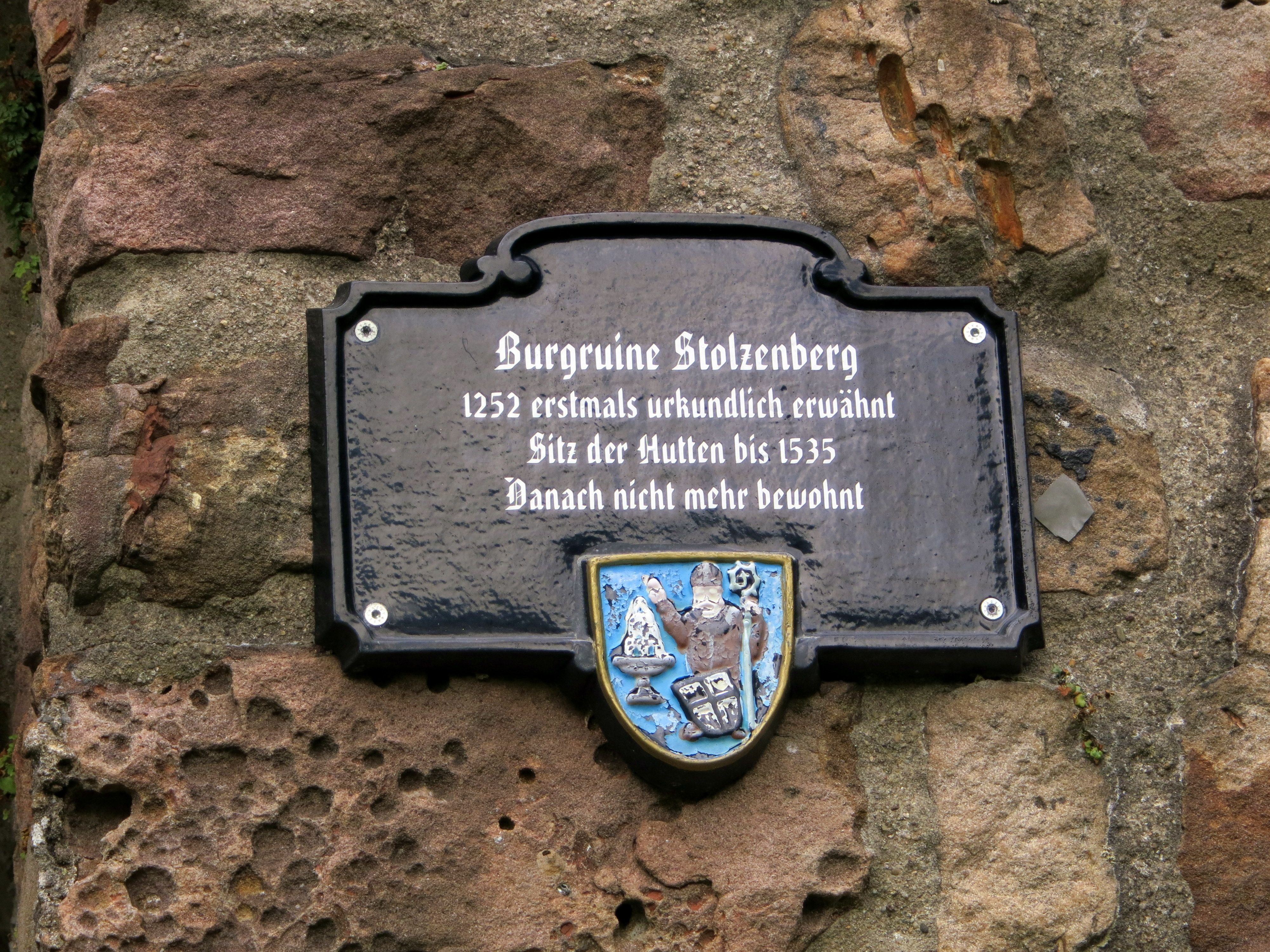
Burg Stolzenberg

## Geschichte

### Mittelalter
Das Gründungsdatum der Burg Stolzenberg lässt sich aus der schriftlichen Überlieferung nicht mehr erschließen. Möglicherweise wurde eine erste Befestigung bereits im 11./12. Jahrhundert errichtet. Die günstige Lage macht das wahrscheinlich: Die Burg lag direkt oberhalb einer alten Fernhandelsstraße, der Via Regia, woran noch die Bezeichnung "Maustor" (verschliffen für Mauttor) für ein – mittlerweile abgetragenes – Stadttor am Fuß des Burgbergs erinnert.
Eine Schutzfunktion der frühen Wehranlage in Bezug auf die Solequellen im Salztal ist dagegen nicht gesichert.
Erstmals namentlich erwähnt wird der Stolzenberg in einer Urkunde König Wilhelms von Holland aus dem Jahr 1252. Darin wird dem Abt des Klosters Fulda, Heinrich IV. von Erthal die Erlaubnis erteilt, die kurz zuvor (nostris diebus) von "Feinden der Kirche" (inimicos ecclesie) zerstörte Burg wiederaufzubauen. Die Formulierung deutet darauf hin, dass die Burg einem Angriff durch Gebannte zum Opfer fiel, wobei deren Identität umstritten ist. In Frage kämen die Grafen von Rieneck, deren Versuche, sich im Kinzigtal Besitz zu erobern, für die Zeit zwischen 1230 und 1250 belegt sind und die wegen der Angriffe auf das Kloster Schlüchtern 1243 mit dem Bann belegt wurden. Aber auch der Mainzer Erzbischof Gerhard von Dhaun hätte Interesse an der Zerstörung der Burg haben können: der mainzische Besitz zu Salmünster lag in unmittelbarer Nähe des Stolzenbergs, was langfristig zu Konflikten führen konnte. Zudem verfiel auch Gerhard nach 1250 aufgrund seiner Herrschaftspolitik und der Treue zur Partei der Staufer dem Kirchenbann. Die für diese Zeit ganz ungewöhnliche Bestätigung der Besitzrechte durch den König weist in jedem Fall auf zuvor bestehende Unstimmigkeiten hin. Sie unterstreicht zugleich das politische Bündnis zwischen dem Fuldaer Abt und dem (auch deshalb) als "Pfaffenkönig" verschrienen Wilhelm.
Wahrscheinlich wurde nach 1252 der Bergfried neu errichtet und die gesamte Anlage in Stein ausgebaut. Unklar bleibt, ob die Ringmauer bereits in dieser Phase erweitert und um das am Fuß des Burgbergs entstandene Suburbium (=Vorburg) herumgeführt wurde. Für diese Siedlung erwirkte der Fuldaer Abt bei König Adolf von Nassau 1296 die Stadtrechte. Allerdings übernahm der in der Urkunde Stolzenthal genannte Ort schließlich den Namen des eingemeindeten Salzsiederweilers Sod(en).
1299 erscheint ein Hermann von Hutten als "officiatus in Stolczenberg". Es handelt sich um einen frühen Vertreter des später bedeutenden Adelsgeschlechts derer von Hutten, der als Vogt, wahrscheinlich im Auftrag der Herren von Hanau, das Burglehen verwaltete.
1319 wurde die Burgkapelle (neu?) eingeweiht. Sie wurde auch von den Bewohnern Stolzenthals besucht, für die man allerdings einige Zeit später eine eigene Kirche am Hang, auf halber Strecke zwischen Burg und Stadt, errichtete – „der Bequemlichkeit halber“, wie es in einem Brief des Pfarrers Martin Göbel aus dem Jahr 1597 heißt. Noch 1335 wurde ein Weinberg um die Kapelle herum angelegt. Diesen älteren Bau ersetzte 1896 die Kirche St. Laurentius.

### Neuzeit
In der Folgezeit war das Burglehen Stolzenberg Objekt umfangreicher Tausch- und Wiedertauschaktionen, in deren Verlauf sich die Familie von Hutten allmählich fest auf der Burg etablieren kann. Spätestens seit dem 15. Jahrhundert führt der hier sitzende Familienstamm den Namenszusatz "zu Stolzenberg". Allerdings verfiel die Burg zusehends – 1512 stürzte ein Teil der Kemenate ein, ein weiterer Bau musste 1519 komplett neu errichtet werden.
Abträglich erwies sich auch die Verwicklung Frowins von Hutten in den so genannten „Ritterkrieg“ auf Seiten des Franz von Sickingen: Gegnerische Truppen unter Philipp von Hessen rückten am 24. Oktober 1522 gegen den Stammsitz Frowins vor und schossen den Stolzenberg am selben Tag sturmreif. Trotz einiger Reparaturarbeiten in den folgenden Jahren, verlegte schließlich Lucas von Hutten um 1536 seinen Wohnsitz in das talwärts gelegene neue Huttenschloss, das wahrscheinlich an der Stelle eines älteren, zur Burg gehörenden Wirtschaftshofes errichtet wurde.
Noch 1597 hielten die Hutten allerdings evangelische Gottesdienste in der Burgkapelle ab – was den Unwillen des katholischen Priesters Göbel erregte, der über diesen Vorfall berichtete. Der letzte bezeugte Bewohner des Stolzenbergs war der Burggraf Cord Gaull, dessen Kinder laut Kirchenbuch bis 1609 auf der Burg zur Welt kamen. Ein weiterer Sohn wurde dann 1611 bereits im benachbarten Eckardroth geboren.
In einer Schenkung aus dem Jahr 1734 ist nur mehr von einem "verfallenen Schloß Stoltzenberg" die Rede. Die Gebäude wurden weitgehend abgetragen und die Steine für Bauten in der Umgebung verwendet. Ende des 19. Jahrhunderts legte man unterhalb des Plateaus, das den Burghof bildete, ein Tanzhaus an, was die Gestalt des Burgbergs zusätzlich veränderte.
1970 wurden die Überreste des aufgehenden Mauerwerks gesichert und der Bergfried zum Aussichtsturm ausgebaut, der seitdem als Wahrzeichen der Kurstadt Bad Soden vermarktet wird.

## Anlage
Die denkmalgeschützte Ruine der Burg Stolzenberg ist frei zugänglich. Sie besteht aus einem etwa zwanzig Meter hohen Bergfried, der die Angriffsseite der Befestigung schützt. Der ehemalige Hocheingang in etwa zehn Meter Höhe, der nur über eine Stiege zu erreichen war, ist noch zu sehen, auf die moderne Aussichtsplattform gelangt man allerdings über einen ebenerdig angelegten Zugang und 88 Treppenstufen. Ein größeres Mauerstück, das wahrscheinlich den Unterbau bzw. die Rückwand früherer Gebäude im Burghof bildete, ist dem Turm vorgelagert. Die Ringmauer umfasste einst das gesamte Burgplateau; ihr Verlauf ist heute nur noch durch den umlaufenden doppelten Wallgraben angedeutet.